# Миллер, Крис (аниматор)
Крис Миллер (англ. Chris Miller; род. 1968) — американский кинорежиссёр, сценарист, продюсер, актёр озвучивания, аниматор и раскадровщик.

## Биография
Изучал анимацию в Калифорнийском институте искусства. В 1998 году присоединился к компании «DreamWorks» в качестве художника раскадровки.
В кино дебютировал в 1988 году сняв короткометражный фильм «Lea Press on Limbs» и озвучив героя в ленте «The Thing What Lurked in the Tub».
Первая работа в большом кино — написание дополнительных диалогов к картине «Шрек» (2001), а в 2004 году — и к её продолжению — фильму «Шрек 2».
В 2007 году Миллер выступил режиссёром и сценаристом своей первой полнометражной картины — «Шрек 3». Следующей режиссёрской работой Криса стал фильм «Кот в сапогах» (2011).

## Фильмография

### Режиссёр
- Шрек Третий / Shrek the Third (2007)
- Кот в сапогах / Puss in Boots (2011)
- Смурфики в кино / Smurfs (2025)

### Сценарист
- Шрек / Shrek (2001)
- Шрек 2 / Shrek 2 (2004)
- Шрек Третий / Shrek the Third (2007)

### Актёр озвучивания
- Пингвины из Мадагаскара / The Madagascar Penguins in: A Christmas Caper (2005)
- Шрек навсегда / Shrek Forever After (2010)

### Прочее
- Каролина в Нью-Йорке / Caroline in the City (1995—1999)
- Школа клонов / Clone High (2002—2003)
- Облачно, возможны осадки в виде фрикаделек / Cloudy with a Chance of Meatballs (2009)
- Лего. Фильм / The Lego Movie (2014)